# Thalassius phipsoni
Thalassius phipsoni is een spinnensoort in de taxonomische indeling van de kraamwebspinnen (Pisauridae).
Het dier behoort tot het geslacht Thalassius. De wetenschappelijke naam van de soort werd voor het eerst geldig gepubliceerd in 1898 door Frederick Octavius Pickard-Cambridge.